# Icon (álbum de Queen)
Icon es un álbum recopilatorio de la banda de rock británica Queen, lanzado el 11 de junio de 2013 por Hollywood Records. El álbum fue lanzado únicamente en los Estados Unidos en una versión de edición limitada.

## Lista de canciones
| N.º | Título                       | Escritor(es)                                          | Duración |  |
| 1.  | «Stone Cold Crazy»           | John Deacon, Brian May, Freddie Mercury, Roger Taylor | 2:14     |  |
| 2.  | «Tie Your Mother Down»       | May                                                   | 4:50     |  |
| 3.  | «Fat Bottomed Girls»         | May                                                   | 4:16     |  |
| 4.  | «Another One Bites the Dust» | Deacon                                                | 3:34     |  |
| 5.  | «We Will Rock You»           | May                                                   | 2:02     |  |
| 6.  | «We Are the Champions»       | Mercury                                               | 3:02     |  |
| 7.  | «Radio Ga Ga»                | Taylor                                                | 5:46     |  |
| 8.  | «Bohemian Rhapsody»          | Mercury                                               | 5:55     |  |
| 9.  | «I'm in Love with My Car»    | Taylor                                                | 3:05     |  |
| 10. | «I Want It All»              | Queen (May)                                           | 4:40     |  |
| 11. | «The Show Must Go On»        | Queen (May)                                           | 4:32     |  |